# Bogdan Stelea
Bogdan Gheorghe Stelea (Bucarest, 5 dicembre 1967) è un allenatore di calcio ed ex calciatore rumeno, di ruolo portiere.

## Carriera
Conta 91 presenze con la Nazionale rumena, con cui ha partecipato a tre edizioni della Coppa del mondo e a due della Coppa d'Europa.

## Palmarès

### Club

#### Competizioni nazionali
- Campionato rumeno: 3

Dinamo Bucarest: 1989-1990
Steaua Bucarest: 1995-1996, 1996-1997
- Supercoppa di Romania: 1

Steaua Bucarest: 1995
- Coppa di Romania: 5

Dinamo Bucarest: 1989-1990, 2004-2005
Steaua Bucarest: 1995-1996, 1996-1997
Rapid Bucarest: 2001-2002